# Sōhyō
Sōhyō (jap. 総評 Sōhyō), pełna nazwa: Nihon-rōdōkumiai-sōhyōgikai (jap. 日本労働組合総評議会 Rada Naczelna Związków Zawodowych Japonii) - dawniej największa federacja związków zawodowych w Japonii. 
Sōhyō powstała w 1950 jako demokratyczny ruch związkowy i szybko stała się najsilniejszą organizacją pracowniczą w powojennej Japonii oraz nawiązała ścisłe kontakty z Socjalistyczną Partią Japonii. W latach 80. XX w. Sōhyō miała 4,4 mln członków. Pracowali oni przede wszystkim w sektorze publicznym (ok.60%), w odróżnieniu od dwóch innych central związkowych: Dōmei (Japońska Konfederacja Pracy) i Chūritsu-rōren (Federacja Niezależnych Związków Zawodowych Japonii), zrzeszających głównie pracowników sektora prywatnego. Te dwie centrale utworzyły w 1989 日本労働組合総連合会 (jap. Nihon-rōdōkumiai-sōrengōkai), Japońską Konfederację Związków Zawodowych, w skrócie Rengō. W 1990 Sōhyō dołączyła do Konfederacji, tworząc wspólną organizację związkową, liczącą ok. 6 mln członków (dane z 2006 r.) 

## Związki z Polską
W 1980 dyrektor Sōhyō, Mitsuo Tomizuka, odwiedził Polskę i spotkał się z działaczami "Solidarności" (m.in. Lechem Wałęsą oraz Yoshiho Umedą). Organizacja zadeklarowała wsparcie moralne i materialne. Została podpisana oficjalna umowa międzyzwiązkowa, pierwsza w historii "Solidarności". Na zaproszenie przekazane przez Sōhyō, członkowie "Solidarności" odwiedzili Japonię w 1981.